# Mickey Rourke
Philip Andre "Mickey" Rourke, Jr. (født 16. september 1952) er en amerikansk skuespiller, manuskriptforfatter og tidligere bokser. For sin rolle i The Wrestler vandt Rourke en BAFTA Award, en Golden Globe Award og blev nomineret til en Oscar for bedste mandlige hovedrolle og Screen Actors Guild Award.

## Udvalgt filmografi
- 9½ Weeks (1986)
- Barfly (1987)
- Homeboy (1988)
- Harley Davidson and the Marlboro Man (1991)
- Bullet (1996)
- Once Upon a Time in Mexico (2003)
- Sin City (2005)
- Stormbreaker (2006)
- The Wrestler (2008)
- The Informers (2009)
- Sin City (2010)
- Iron Man 2 (2010)
- The Expendables (2010)
- Sin City: A Dame to Kill For (2014)

## Eksterne henvisning
- Wikimedia Commons har flere filer relateret til Mickey Rourke
- Mickey Rourke på Internet Movie Database (engelsk)
- Mickey Rourke på Filmdatabasen
- Mickey Rourke på Scope
- Mickey Rourke på Svensk Filmdatabas (svensk)
- Mickey Rourke på AlloCiné (fransk)
- Mickey Rourke på AllMovie (engelsk)
- Mickey Rourke på Turner Classic Movies (engelsk)
- Mickey Rourke på Rotten Tomatoes (engelsk)
- Mickey Rourke på The Movie Database (engelsk)
- Mickey Rourke på Behind The Voice Actors (engelsk)